# Washington County (Kentucky)
Washington County is een county in de Amerikaanse staat Kentucky.
De county heeft een landoppervlakte van 779 km² en telt 10.916 inwoners (volkstelling 2000). De hoofdplaats is Springfield.